# Dave Jones
David Robert Jones, mais conhecido como Dave Jones (Liverpool, 17 de Agosto de 1956), é um treinador e ex-futebolista inglês. 
Nascido em Liverpool, Jones iniciou sua carreira no Everton, clube que defendeu durante três temporadas. Em seguida, se transferiu por 270 mil libras ao Coventry City. No Convetry, porém, acabaria sofrendo uma grave lesão no joelho, quase abreviando sua carreira. Para ganhar ritmo de jogo novamente, fora emprestado durante meia temporada ao Seiko, de Hong Kong. Tendo conseguido um bom desempenho durante o período de sua empréstimo, acabou assinando definitivamente com o clube.
Passaria mais dois anos em Seiko com o Seiko, tendo conquistado duas vezes o campeonato nacional e uma copa, se tornando um dos principais atletas do clube na época. Acabaria retornando à Inglaterra após o término do contrato, e assinando com o Preston North End, onde passaria seus últimos meses como atleta, antes de se aposentar aos 28 anos.
Após sua aposentadoria, iniciou sua carreira como treinador. Primeiramente, trabalhava apenas como assistente e treinador das categorias de base. Num desses trabalhos, no Stockport County, acabaria assumindo o time principal após a demissão do treinador Danny Bergara. Apesar de não ter muita experiência, conseguiu uma boa campanha com clube, conseguindo o acesso para à segunda divisão inglesa. Tal sucesso chamou a atenção de outros clubes, tendo Jones acertado com o Southampton.
No Southampton, porém, acabaria não tendo o mesmo sucesso, e teria seu contrato rompido em 27 de janeiro de 2000. No ano seguinte, acertaria com o Wolverhampton Wanderers, onde faria uma grave reformulação no elenco, batendo inclusive, o recorde de gastos do clube numa única janela de transferências. Porém, ainda assim não conseguiria grande sucesso no clube, apenas um rebaixamento e tentativas frustradas de retorno à elite inglesa.
Após ser demitido do Wolves, ficaria sem treinar nenhuma equipe até o início da temporada seguinte, quando foi contratado pelo Cardiff City. Neste, faria grande sucesso, tendo conseguido boas campanhas com o clube na segunda divisão, porém sempre parando nos play-offs. Em sua terceira temporada, também conseguiu levar o clube à final da Copa da Inglaterra, porém perdendo para o Portsmouth por 1 x 0 e terminando com o vice-campeonato.
Após não conseguir levar o Cardiff à primeira divisão inglesa durante seu período no clube, mesmo sempre terminando nas primeiras posição, e levado o clube à final da Copa da Inglaterra, acabou sendo demitido em 30 de maio de 2011.